# Пойма (Казахстан)
По́йма (каз. Пойма) — село у складі Теректинського району Західноказахстанської області Казахстану. Входить до складу Аксуатського сільського округу.
Населення — 839 осіб (2021; 775 у 2009, 717 у 1999, 621 у 1989).